# Старопетровское
Старопетровское (укр. Старопетрівське) — посёлок, входит в Енакиевский городской совет Донецкой области Украины. Находится под контролем самопровозглашённой Донецкой Народной Республики.

## География
Посёлок расположен вдоль реки под названием Садки.

#### Соседние населённые пункты по странам света
В, СВ: город Енакиево
С: Карло-Марксово (выше по течению Садков)
СЗ: Новосёловка (Енакиевский горсовет)
З: Корсунь
ЮЗ: Новомарьевка, Верхняя Крынка (Енакиевский горсовет), Новосёловка (Макеевский горсовет)
ЮЮЗ: Щебёнка
Ю: Шапошниково, Верхняя Крынка (Макеевский горсовет), Новомосковское
ЮВ: Авиловка, Розовка

## Население
Население по переписи 2001 года составляло 485 человек.

## Общая информация
Почтовый индекс — 86471. Телефонный код — 6252.

## Местный совет
86485, Донецкая область, Енакиевский горсовет, пгт. Карло-Марксово, ул. Магистральная, 25, тел. 91-213-88 (через коммутатор).